# Witold Gadomski (szermierz)
Witold Rajmund Gadomski (ur. 21 listopada 1967 w Warszawie)– polski szermierz i trener, olimpijczyk z Seulu (1988) i Barcelony (1992).

## Życiorys
Syn Adama Marii (fizyk) i Marii Rzepeckiej (muzyk), absolwent Warszawskiego LIX Liceum Ogólnokształcącego Mistrzostwa Sportowego im. Janusza Kusocińskiego (1987), potem student bielańskiej AWF i szpadzista klubu AZS-AWF Warszawa. wychowanek trenera Zbysława Konczalskiego.
Rozpoczął karierę międzynarodową uczestnictwem w finale mistrzostw świata juniorów w São Paulo (1987), gdzie zajął 6. miejsce.
Dwukrotny mistrz Polski w szpadzie (1992, 1994) i 3-krotny brązowy medalista Mistrzostw Polski w tej broni (1989, 1995, 1996). Jako senior był jeszcze raz w finale Mistrzostw Świata w Atenach (1994), gdzie w konkurencji drużynowej zajął 8. miejsce.

## Wyniki z Olimpiad
- 1988 Seul: szpada indywidualna – 3 m. w pierwszej elim. grupowej (5 zaw.) z 2 zw., 1. miejsce, w drugiej elim. grupowej (5 zaw.) z 3 zw., 2 m. w trzeciej elim. grupowej (6 zaw.) z 3 zwycięstwami; w pierwszej rundzie walk bezpośrednich pokonał 10:6 N. Yoona (Korea), w drugiej przegrał 5:10 z M. Rivasem (Kolumbia), w drugiej rundzie rep. uległ 5:10 S. Pantano (Włochy).

szpada drużynowa – w grupie elim. (3 druż.) Polacy wygrali z Kuwejtem 9:1 i przegrali z Francją 4:9, zajmując 2 m. w grupie; w pierwszej rundzie walk bezpośrednich ulegli Szwecji 6:9 (2 zw.). Partnerami w drużynie byli: L. Chronowski, P. Kiełpikowski, C. Siess i B. Zych.
- 1992 Barcelona: szpada indywidualna – 6 m. w elim. grupowej (7 zaw.) z 1 zwycięstwem.

szpada drużynowa – w grupie elim. (3 druż.) Polacy przegrali z Kanadą 4:9 i Włochami 2:8, zajmując 3 m. w grupie. Partnerami w drużynie byli: M. Ciszewski, S. Nawrocki, M. Stępień i S. Zwierzyński.